# Varanus gouldii
Varanus gouldii är en ödleart som beskrevs av den brittiske zoologen Gray 1838. Varanus gouldii ingår i släktet Varanus och familjen Varanidae.

## Underarter
Arten delas in i följande underarter:
- V. g. gouldii
- V. g. flavirufus

## Utseende
Ödlan är grågrön i färgen med små gula fläckar över hela kroppen. Fläckarna är mer framträdande på stjärten och nedre delen av kroppen. Det ormliknande huvudet är platt med gula fläckar på sidorna. Den yttersta delen av stjärten är helt gul. Hanar är ungefär 32 cm långa och honorna 28 cm. Honorna väger bara ungefär en tredjedel av vad hanarna gör.

## Utbredning
V. gouldii förekommer i Australien och Nya Guinea utom på Tasmanien och i sydöstra delen av delstaten Victoria i Australien.

## Habitat
Arten förekommer i skogar med torra och sandiga marker, men även i buskterräng och öken. Den uppträder emellertid synligt mest under regnperioder.

## Reproduktion
Parningstid inträffar under regnperioden.  När det sedan blir dags att lägga äggen söker honan upp ett aktivt termitbo. Där gräver hon en tunnel in mot mitten, 50-60 centimeter djup. I slutet av tunnel gräver hon en håla och lägger 10-17 ägg. Därefter fyller hon igen tunneln och termiterna reparerar sina gångar. Termitboet är en perfekt plats för äggen att utvecklas, eftersom termiterna reglerar temperatur och luftfuktighet nogsamt i sitt bo.

## Livslängd
Den genomsnittliga livslängden hos arten har uppskattats till 18,3 år.

## Föda
Ödlearten är liksom andra arter i familjen köttätare. Den äter huvudsakligen däggdjur och ormar, men kan också äta en och annan fågel, groddjur, ormägg, insekter och kräftdjur. En hel del av födan utgörs förmodligen av trafikdödade djur.

## Bildgalleri

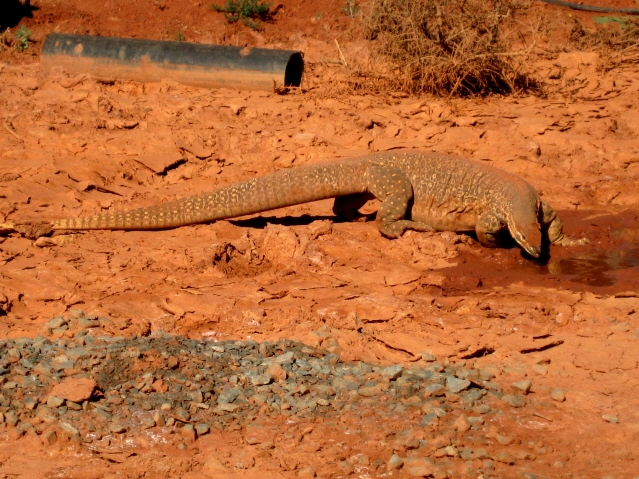
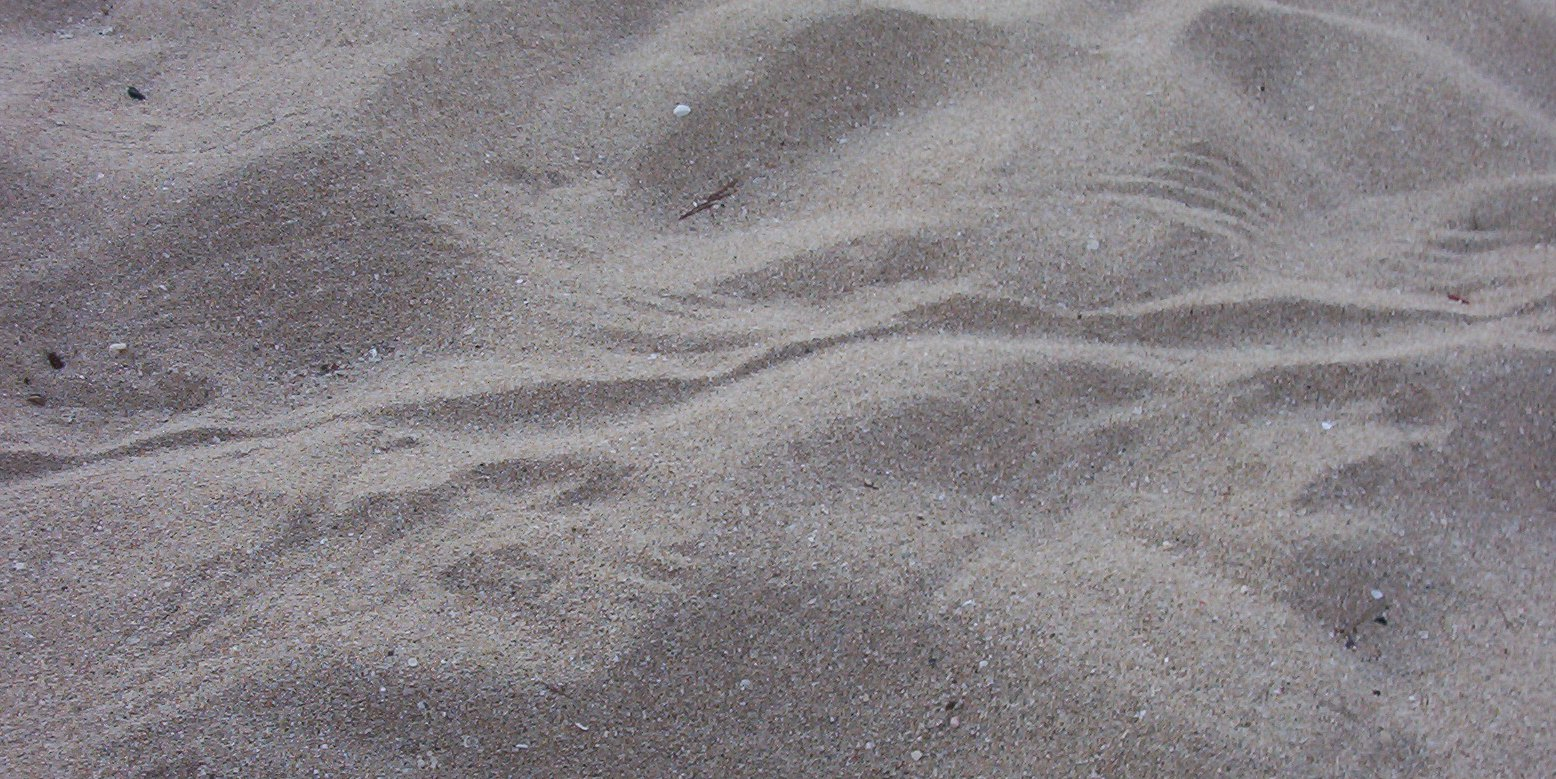
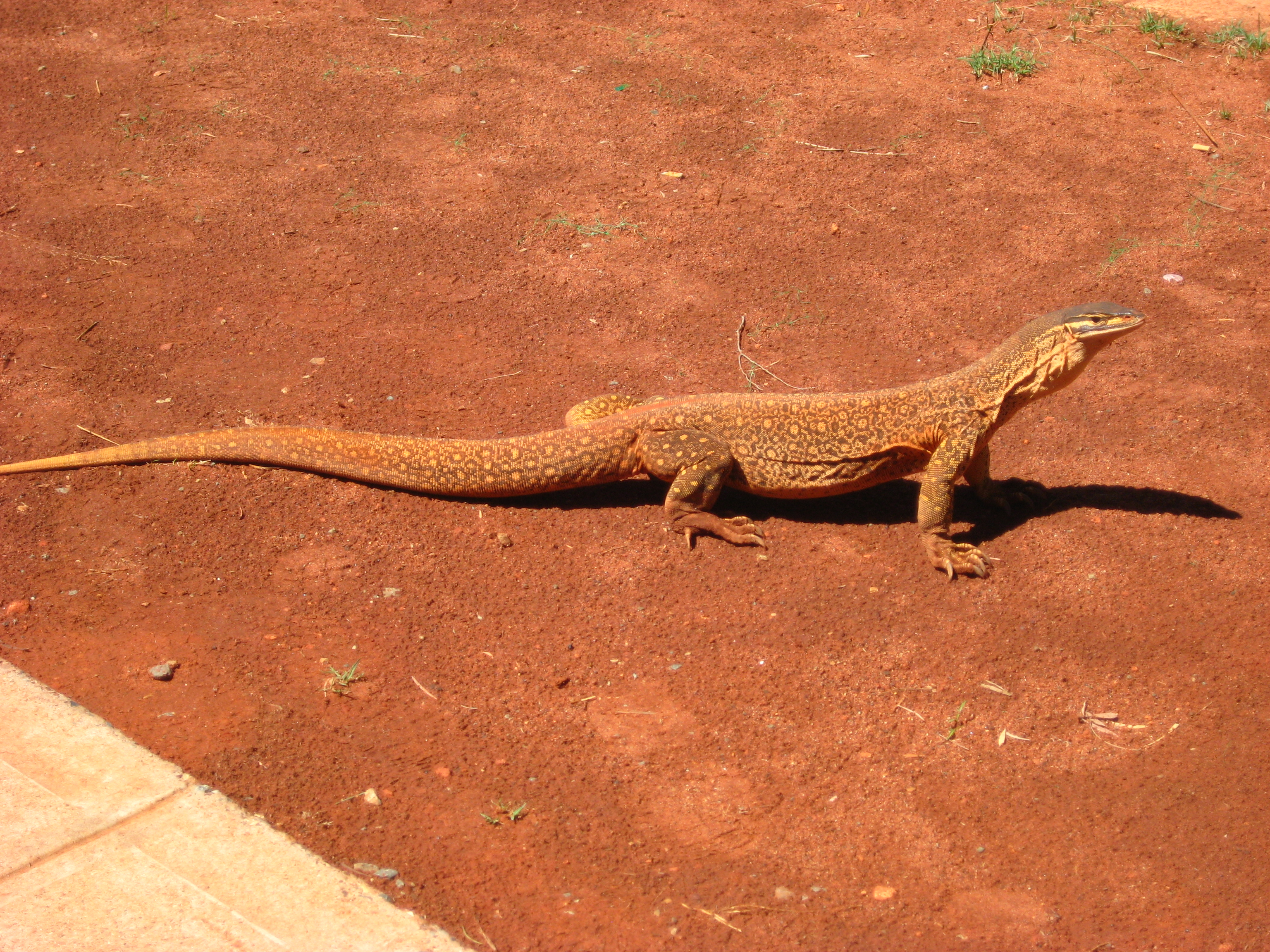
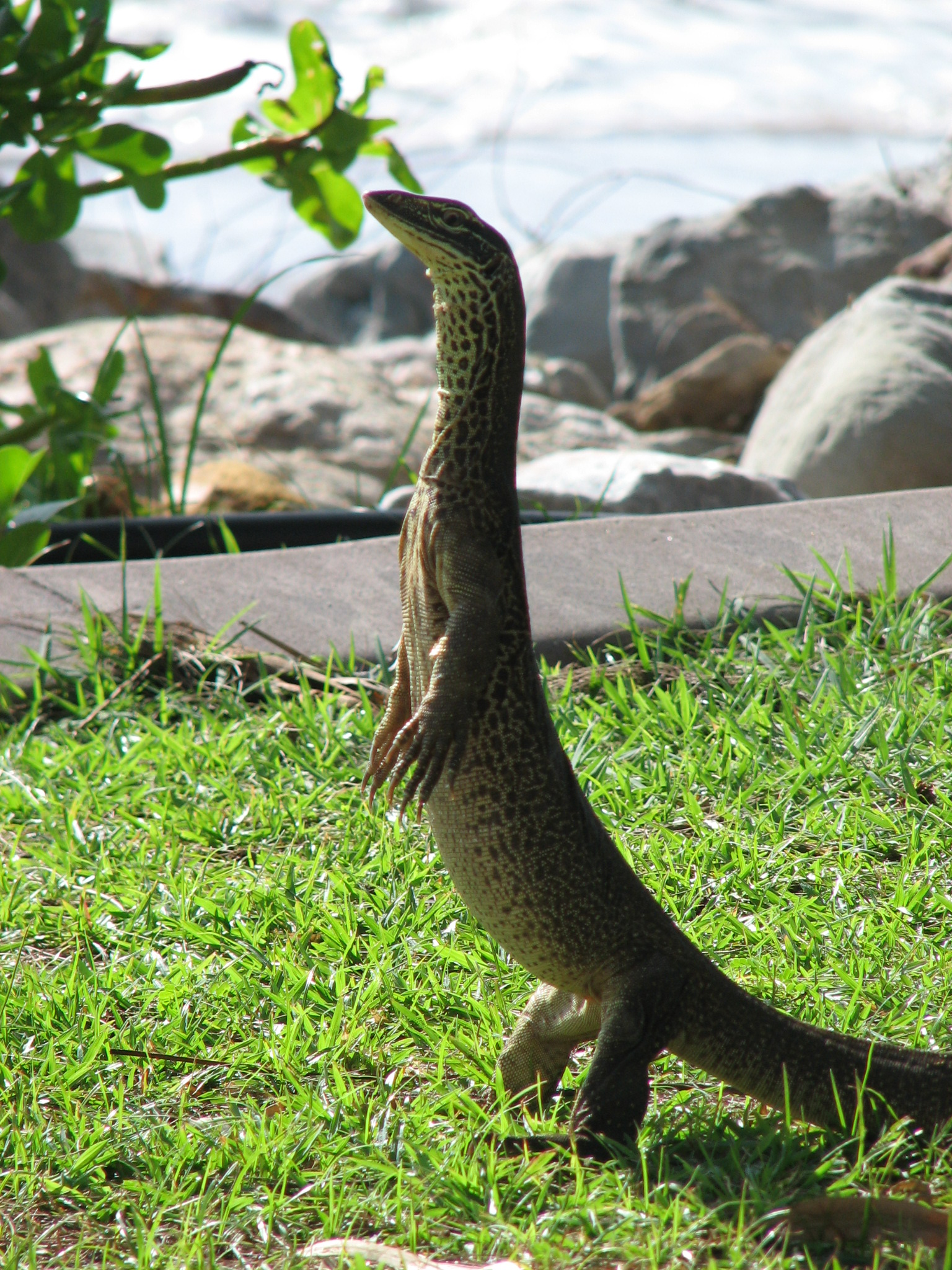
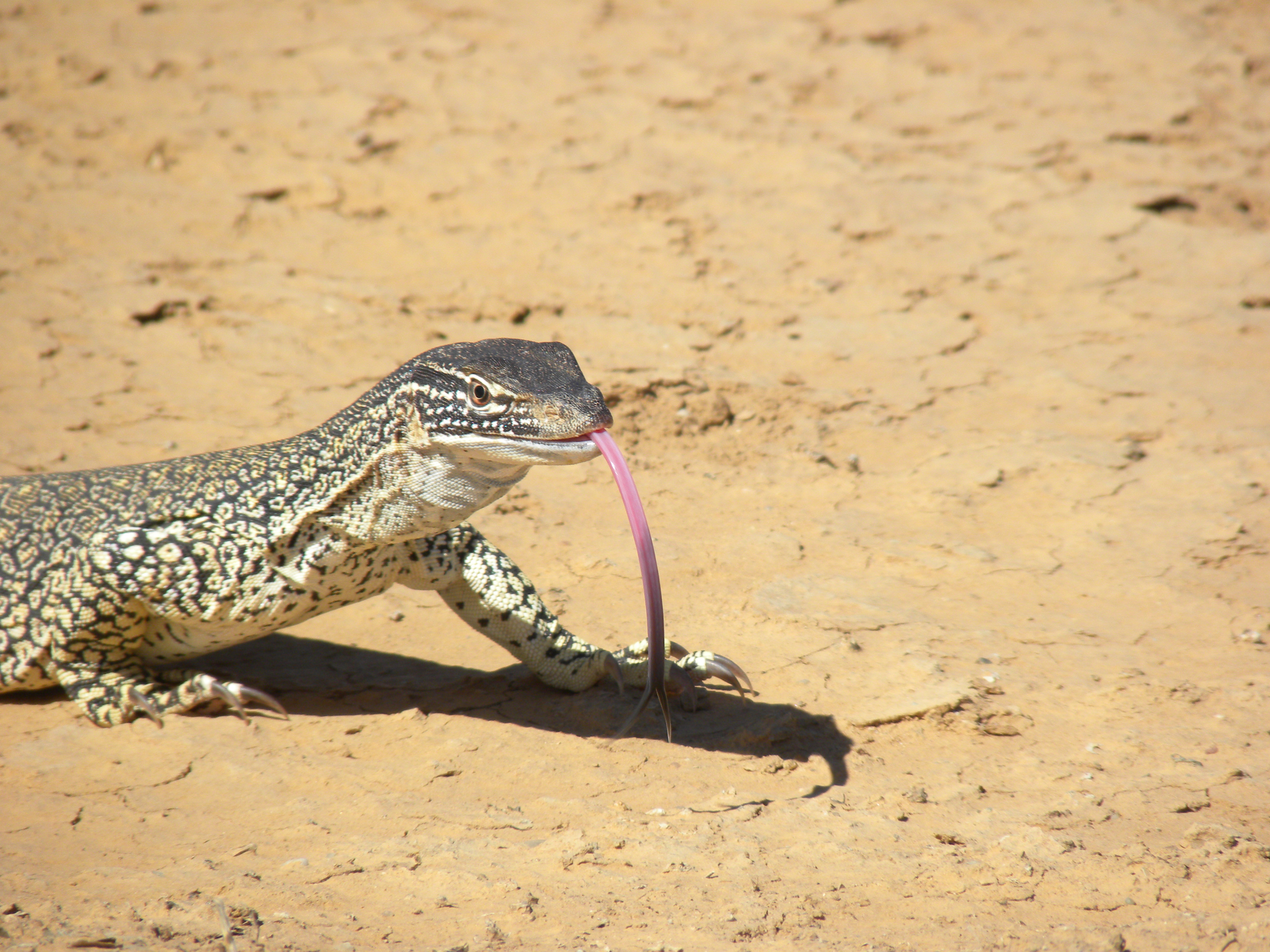
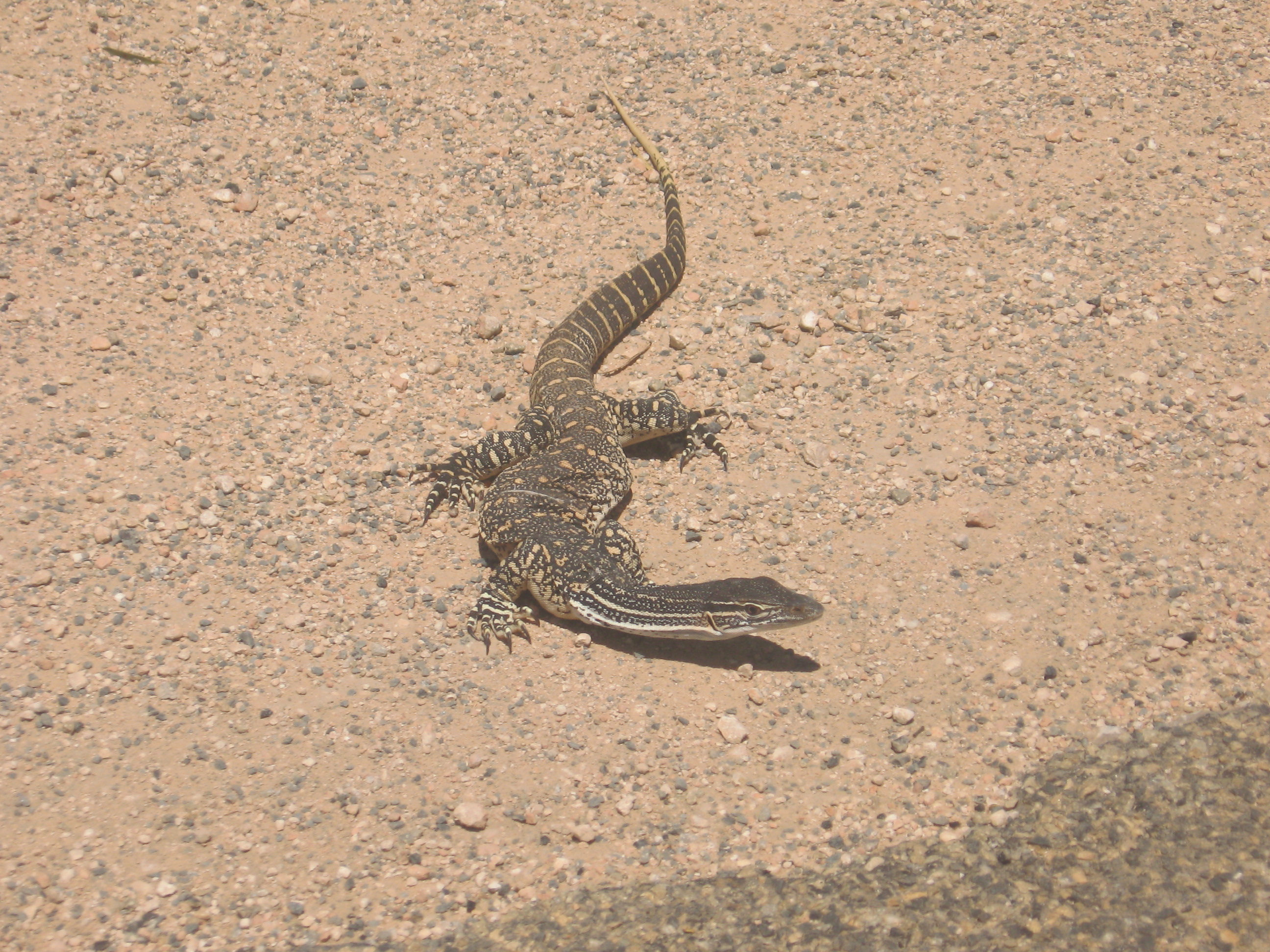